# Petja Arschinkowa
Petja Arschinkowa (bulgarisch Петя Аршинкова; * 26. April 1998 in Plovdiv) ist eine bulgarische Tennisspielerin.

## Karriere
Arschinkowa begann mit sieben Jahren das Tennisspielen und spielte bislang vorrangig Turniere der ITF Women’s World Tennis Tour, wo sie bisher einen Titel im Einzel und drei im Doppel gewinnen konnte.
Ihr Debüt auf der WTA Tour gab Arschinkowa, als sie 2016 nach dem Ausfall einer Spielerin in die Qualifikation des TEB BNP Paribas İstanbul Cup rutschte. Sie verlor aber bereits ihr Erstrundenmatch gegen Lu Jiajing mit 2:6 und 1:6.
Seit 2018 spielt sie in der bulgarischen Fed-Cup-Mannschaft, wo sie bislang in fünf Begegnungen ein Einzel und vier Doppel gespielt hat, von denen sie eines gewinnen konnte.

## Turniersiege

### Einzel
| Nr. | Datum           | Turnier | Kategorie | Belag     | Finalgegnerin | Ergebnis |
| --- | --------------- | ------- | --------- | --------- | ------------- | -------- |
| 1.  | 6. Oktober 2019 | Sosopol | ITF W15   | Hartplatz | Oona Orpana   | 6:0, 6:4 |

### Doppel
| Nr. | Datum            | Turnier | Kategorie   | Belag     | Partnerin           | Finalgegnerinnen                          | Ergebnis         |
| --- | ---------------- | ------- | ----------- | --------- | ------------------- | ----------------------------------------- | ---------------- |
| 1.  | 20. Februar 2016 | Antalya | ITF $10.000 | Sand      | Elena-Gabriela Ruse | Eleni Daniilidou Arina Folts              | 7:60, 6:4        |
| 2.  | 1. Oktober 2016  | Sosopol | ITF $10.000 | Hartplatz | Dejana Radanović    | Kateřina Kramperová Angelina Schurawljowa | 6:1, 6:3         |
| 3.  | 5. Mai 2018      | Kairo   | ITF $15.000 | Sand      | Gergana Topalowa    | Riya Bhatia Shelby Talcott                | 4:6, 6:3, [10:4] |